# 古墓丽影：源起之战
是一部2018年美國動作冒險電影，由羅爾·烏索格执导，吉妮瓦·罗伯森-多瑞编剧，主演艾莉西亞·薇坎德、華頓·哥金斯、吳彥祖、多米尼克·韦斯特。電影為古墓奇兵電影系列的重啟版本，改编自晶体動力開發的2013年同名遊戲《古墓奇兵》，參考遊戲的部分元素。電影由華納兄弟定于2018年3月16日發行。

## 劇情
著名考古學家理察·卡芙特勳爵於數年前考古期間神秘失蹤後，其女兒蘿拉·卡芙特拒絕相信父親已死而再三推脫遺產繼承一事，從此捨棄學業、過著漫無目的的生活。如今成年的她在倫敦當起單車快遞員維生，跟朋友進行一場單車追逐賽時不慎撞壞警車而被捕。她父親的生意合夥人安娜·米勒將她保釋後，督促蘿拉若再不繼承理察的遺產，卡芙特家族財產將會被賣掉。蘿拉因此不情願地接受條件，來到家族產業「卡芙特控股集團」（Croft Holdings）準備簽約，打開父親遺物後找到通往卡芙特宅邸墓園的密室。在裡面，蘿拉找到父親遺留的錄像，以及他所有針對日本邪馬台國女王卑彌呼的研究資料，指出卑彌呼能僅靠觸碰來自由操縱人們的生死。即便理察在影片裡明確交代蘿拉看完訊息後務必要銷毀所有研究資料，但她還是決定靠手頭資料踏上尋找父親的旅程。
蘿拉獨身到香港碼頭找到當初受理察僱用前往邪馬台島的船隻「忍耐力號」（Endurance），僱用船長陸仁前往惡魔海，在即將抵達目的地時遭遇海上風暴。船隻嚴重損毀並使得蘿拉和陸仁分開且墜海，蘿拉遊上岸不久就遭人打昏，醒後發現她被關在島上的遠征營地裡。遠征隊領袖馬蒂亞斯·沃格爾表示這項遠征是由他所效力的秘密結社「聖三一」（Trinity）資助，為了找出遺跡並使用卑彌呼的力量，而他也已在這裡耗費數年尋找卑彌呼。蘿拉得知沃格爾殺死過她的父親，並且被強制加入沃格爾所奴役的挖掘隊，而倖存的陸仁同樣被抓。靠蘿拉身上的日記資料，沃格爾找到墓穴位置而進行開挖，陸仁途中掩護蘿拉逃跑，自己被迫留下後遭打傷。蘿拉經歷墜河、逃出老舊飛機殘骸後僥倖逃生，於夜晚時被迫殺死一名追上來的沃格爾的士兵。
蘿拉遇到一個在島上遊蕩的神秘人士，發現對方就是她失散多年的父親理察。理察幫蘿拉療傷後解釋自己死裡逃生後留守島嶼多年，以確保沃格爾等有關人士永遠不會挖出遺跡，同時也責怪蘿拉沒有照做銷毀他的研究資料。即使在父親的反對之下，蘿拉拿上一副弓箭偷偷潛入沃格爾營地救出陸仁在內的奴隸，但她注意到理察來到剛挖出的遺跡大門前。沃格爾將理察抓獲後，蘿拉不忍心看著父親被殺，只好遵從沃格爾將遺跡的機關大門打開。在地下遺跡裡，眾人經歷多重機關陷阱後找到卑彌呼的石棺和其遺體，兩位傭兵受令搬起卑彌呼的遺體以運走時，剛好雙雙被卑彌呼的「力量」感染，兩者身體開始腐爛、泛黑、甚至變成“喪屍”一般的狀態。理察領略到卑彌呼身上攜帶一種致命病毒，僅自身對其免疫，因此將自己鎖入遺跡中以防止身上的傳染病擴散。
但沃格爾急切想完成任務回去見家人，不顧一切地切下卑彌呼的手指後準備撤離，蘿拉和理察父女倆則趁機反抗，雖然殺死沃格爾的手下，但卻讓沃格爾帶著手指樣本脫逃。理察在反抗過程中受到感染，蘿拉知曉父親已回天乏術後忍痛跟他告別，並遵從父親遺願去阻止沃格爾，理察則引爆身旁的炸藥來徹底摧毀並封死遺跡。蘿拉追上沃格爾，將他帶出的手指樣本塞入他嘴中後將他踢下壕溝墜亡，趁遺跡徹底坍塌前逃出生天，最後伴隨陸仁等奴隸們劫持聖三一派來的運輸直升機而集體逃離島嶼。
回到倫敦後，如釋重負的蘿拉正式簽約接手父親的公司，但她卻注意到公司的一間子公司「巴特納有限公司」（Patna Ltd.），其作為聖三一的掩護機構，由此得知卡芙特集團有巴特納的股權。蘿拉由此懷疑安娜是聖三一的幹部，透過說服自己繼承遺產，以便卡芙特集團能繼續與聖三一合作。蘿拉選擇不當面指出，決心獨自查獲並搗毀聖三一，於是購買兩把USP手槍來準備好自己的下一個冒險。

## 演員
| 演員                                        | 角色                               | 備註 |
| 艾莉西亞·薇坎德 Alicia Vikander             | 蘿拉·卡芙特 Lara Croft             | 著名考古學家理察·卡芙特勳爵的女兒，因為接受不了父親喪生而過著沉淪生活，偶然發現父親生前做的研究後，靠此首次獨自出行去尋找父親。 |
| 梅莎·德弗雷塔斯 Maisy De Freitas            | 蘿拉·卡芙特 Lara Croft             | 7歲時期的蘿拉。 |
| 愛米莉·凱莉 Emily Carey                     | 蘿拉·卡芙特 Lara Croft             | 14歲時期的蘿拉。 |
| 多米尼克·韋斯特 Dominic West                | 理察·卡芙特勳爵 Lord Richard Croft | 世界知名考古學家，蘿拉的父親，七年前前往邪馬台調查古墓後就失蹤。                                                                |
| 華頓·哥金斯 Walton Goggins                  | 馬蒂亞斯·沃格爾 Mathias Vogel      | 冷血無情的考古學家，理察·卡芙特的一位競爭對手，同時也是秘密結社「聖三一」的核心成員。                                           |
| 吳彥祖 Daniel Wu                            | 陸仁 Lu Ren                        | 一位來自香港的船長，其父親七年前受雇於理察·卡芙特渡海後一同失蹤，這次由他來協助蘿拉尋父。                                       |
| 克莉斯汀·史考特·湯瑪斯 Kristin Scott Thomas | 安娜·米勒 Ana Miller               | 卡芙特控股公司的合夥人，理察·卡芙特的生前同事。                                                                                 |
| 尼克·佛洛斯特 Nick Frost                    | 艾倫 Alan                          | 典當店老闆兼手槍推銷員。 |
| 漢娜·約翰-卡門 Hannah John-Kamen            | 蘇菲 Sophie                        | 蘿拉的大學室友兼摯友。 |

## 制作
2011年，GK Films取得电影版权，并计划以原创故事重启电影。晶体动力负责人达雷尔·加拉格尔（Darrell Gallagher）向《综艺》杂志透露，电影将讲述劳拉年轻时的故事。2013年3月，GK Films宣布与米高梅合作制作电影。GK Film创始人格雷厄姆·金任监制，第一部电影的开发将立即开始。2013年6月，米高梅选择玛蒂·纳克森为电影编写剧本。
2015年2月，Deadline报道华纳兄弟将与米高梅合作，埃文·多赫蒂会撰写电影剧本。2015年11月，挪威导演罗阿尔·乌索格加入剧组执导新系列的第一部电影，吉妮瓦·罗伯森-多瑞被聘请为编剧。2016年3月，导演证实电影将改编自2013年的电子游戏，从最初的故事开始。之后Deadline报道称，华纳兄弟和米高梅正在为女主角物色演员，主演《STAR WARS：原力覺醒》的女星黛茜·雷德利也在名单中。4月，《好莱坞报道》证实艾丽西亚·维坎德已经签约，担任主演。2016年12月，据报道沃尔顿·戈金斯在片中扮演反派。戈金斯称剧情“就像《夺宝奇兵》碰上了约瑟夫·康拉德的小说《胜利：荒岛传奇》（Victory: An Island Tal）。”2017年1月11日，《综艺》报道吴彦祖将加盟电影，饰演船长陆仁（Lu Ren），与劳拉共同冒险，努力寻找她的父亲。27日，《好莱坞报道》称多米尼克·韦斯特将饰演劳拉的亡父——考古学家理查德·克劳馥勋爵。
电影的主体拍摄于2017年1月23日开始，6月9日结束。

## 上映
《古墓丽影：源起之战》于2018年3月16日由华纳兄弟影业发行，並含有IMAX版本。

### 評價
爛番茄根據309條評論，持有51%的新鮮度，平均得分5.47／10。在Metacritic上，電影獲得了48分。

### 票房
截至2018年5月31日，本片的全球票房累積至2.74億美元。
北美方面，《古墓丽影：源起之战》與《親愛的初戀》、《夢想心樂章》共同上映並競爭，外界預估《古墓丽影：源起之战》於首週末能從3854間戲院中獲得2300萬至2900萬美元的票房。美國首週末票房達2350萬美元，位居當週亞軍。
在國際市場上，該片在美國上映前的一週就已在九個亞洲國家上映。在其首週獲得了1420萬美元，其中韓國（290萬美元）的票房成績最高。
台灣方面，首週四天票房為新台幣5722萬元；次週票房累計至新台幣1.04億元；第三週票房累計至新台幣1.22億元；第四週票房累計至新台幣1.31億元；最終全台票房為新台幣1.37億元。
| 上一届： 《黑豹》 | 2018年香港一週票房冠軍 第10-12週  | 下一届： 《悍戰太平洋2：起義時空》 |
| 上一届： 《紅雀》 | 2018年台北週末票房冠軍 第10-11週  | 下一届： 《環太平洋2：起義時刻》   |
| 上一届： 《黑豹》 | 2018年中國內地一周票房冠軍 第11周 | 下一届： 《環太平洋：雷霆再起》    |